# Rudolf Jaromír Pšenka
Rudolf Jaromír Pšenka (rodným příjmením Pšenička, anglicky Rudolph Jaromir Psenka, 21. března 1875 Jindřichův Hradec – 23. prosince 1939 Chicago, Illinois) byl česko-americký spisovatel, novinář a redaktor českoamerických krajanských periodik, aktivista, spolkový činovník a účastník Prvního československého odboje. Stal se jedním z nejaktivnějších česky píšících romanopisců působících v USA.

## Život

### Mládí
Narodil se jako Rudolf Jaromír Pšenička v Jindřichově Hradci v jižních Čechách Josefu a Elisabethě Pšeničkovým. Po vychození obecné školy studoval v letech 1887 až 1892 zdejší městské gymnázium, studium však nedokončil. V letech 1893 až 1895 pracoval jako kancelářský úředník v Poděbradech a v Táboře. Roku 1895 se rozhodl odcestovat do Francie, kde se posléze stal členem Cizinecké legie Francouzské armády, se kterou pobýval několik let ve francouzském Alžíru. Zde patrně také začal výrazněji literárně tvořit. Roku 1899 se vrátil do Paříže a vystřídal několik zaměstnání, mj. pracoval jako učitel francouzštiny či průvodce českých návštěvníků Světové výstavy v Paříži v letech 1900 až 1901. Při psaní reportáží z události navázal spolupráci s českým krajanským periodikem Svornost, vydávaným Augustem Geringerem v Chicagu, a jeho texty zde byly uveřejňovány.

### V USA

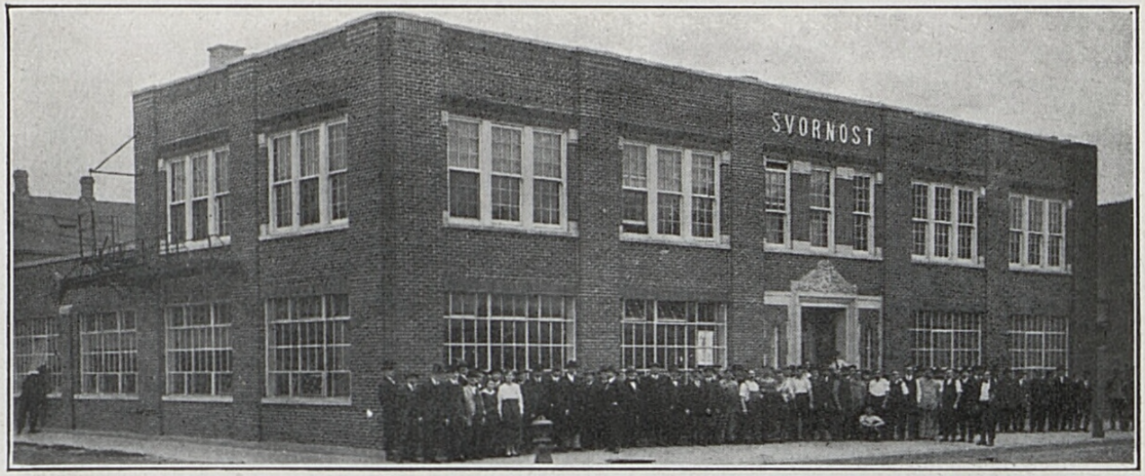
Redakce deníku Svornost v Chicagu (cca 1920)

Roku 1901 se rozhodl do Chicaga přestěhovat a usadit. Nadále pracoval v redakci Svornosti a roku 1909 se stal jejím šéfredaktorem. Posléze se zde oženil s dcerou Augusta Geringera Augustinou.

### První československý odboj
Po napadení Srbska Rakouskem-Uherskem a vypuknutí první světové války se začal angažovat v rámci tzv. Národního sdružení, krajanské organizace snažící se dosáhnout podpory k uznání samostatného československého státu nezávislého na Rakousku-Uhersku. Spolek vedený chicagským lékařem Ludvíkem Fisherem sjednocoval české a slovenské krajany v USA v podpoře aktivit exilové skupiny Tomáše Garrigue Masaryka, Edvarda Beneše a Milana Rastislava Štefánika zasazujících se o vznik samostatného Československa., sdružené do tajné skupiny Maffie. Roku 1915 se stal spoluzakladatelem Československé informační kanceláře sídlící ve Washingtonu. D.C., jejímž ředitelem se stal Josef Tvrzický. Činnost organizace se posléze zintenzivnila se vstupem Spojených států do války roku 1917 a následném vyslání jednotek českoamerických dobrovolníků na západní frontu v Evropě roku 1918.

### Po roce 1918
V dalších letech byla pak nadále činný v českoamerických redakcích. Roku 1924 byl vyznamenán Československou revoluční medailí. Léta 1936 až 1937 strávil na studijním pobytu v Československu. Žil v Chicagu.

### Úmrtí
Rudolf Jaromír Pšenka zemřel 23. prosince 1939 v Chicagu ve věku 64 let.

## Dílo (výběr)

### Romány
- Africký očistec (román sepsaný při pobytu v Alžíru, 1909)
- Washington Závora (1910)
- Mlhami jitra
- A přece Čech
- Versus Čermák

### Povídky
- Ďábel Kalinský
- Piráti pouště